# Номи, Клаус
Клаус Номи (Klaus Nomi), настоящее имя Клаус Шпербер (нем. Klaus Sperber), 24 января 1944, Имменштадт-им-Альгой, нацистская Германия — 6 августа 1983, Нью-Йорк, США) — американский певец немецкого происхождения, одна из первых жертв СПИДа.

## Биография
Настоящее имя Клауса Номи — Клаус Шпербер. Он родился 24 января 1944 года в немецком Имменштадте. В 1960-х годах работал билетёром в Немецкой опере в Западном Берлине, где после спектаклей пел для коллег на сцене перед пожарным занавесом. Начал свою деятельность на арт-сцене в Ист-Виллидж. Также исполнял оперные арии в берлинском гей-клубе Кляйст Казино. Его вокальный диапазон — 4 октавы. В 1972 году певец переехал в Нью-Йорк. К этому времени он отыграл роли Дочерей Рейна  в сатирической постановке Рихарда Вагнера «Золото Рейна». В 1978 году на мероприятии художника Дэвида Макдермотта, выступил в New Wave Vaudeville. Там он впервые появился на сцене в фирменном кожаном скафандре с пластиковым прозрачным плащом и спел арию Mon Coeur S’ouvre a Ta Voix из оперы Samson et Dalila. После этого выступления к нему пришёл первый успех, исполнителя приглашали во многие нью-йоркские клубы. На том шоу певец встретил Кристиана Хоффмана. Последний был МС во второй части New Wave Vaudeville, близко дружил с продюсерами и директором спектакля Энн Магнусон. В тот момент им поступает предложение о формировании группы от менеджера James Chance and the Contortions Ани Филипс. Кристиан стал директором. Ещё в коллектив вошли Пейдж Вуд и Джо Кац.
Согласно документальному фильму Эндрю Хорна «Номи Сонг» Номи брал уроки пения, зарабатывая на жизнь в качестве кондитера.

## Опера и популярная музыка
Стремление соединить классический оперный репертуар с популярными ритмами 1950-х (а позднее — и 1960—1970-х) годов было заложено у Клауса Номи с детства. В его интервью зафиксированы такие значимые эпизоды:
«Я всегда любил рок-н-ролл, правда. Когда мне было двенадцать лет, самым большим именем в рок-н-ролле для меня был Элвис Пресли. Однажды я украл деньги у моей мамы и купил пластинку Пресли „King Creole“. Я скрывал это от мамы и прятал пластинку в подвале, но она нашла её. Она ненавидела рок-н-ролл, и поэтому она пошла в тот самый магазин, где я её купил, и обменяла её на сборник оперных арий Марии Каллас. Я не возражал. Напротив, мне было очень приятно. И каждый раз, когда я покупал рок-н-ролл, я брал ещё и оперу. Мне нравилось и то, и другое». From the Soho News, circa 1979.
«Я всегда мечтал увидеть Марию Каллас вживую. В Германии есть один обычай, который исполняют в канун Нового года. Нужно расплавить кусочек металла над свечой, а затем полить его холодной водой. Получается странное пятно. Идея заключается в том, что каждый сам судит для себя, что означает это пятно. У меня получилось, как будто два человека смотрят друг на друга, ну и, конечно, это были Мария и я. И вот, три месяца спустя, было объявлено, что Мария приезжает в Германию с концертом. Я безумно обрадовался. На концерте я вскочил на сцену и оказался перед ней очень близко. Я чуть в обморок не упал от всех тех чувств, которые переполняли меня в тот момент. Я посмотрел ей в глаза, и это было похоже на огонь, пылающий во мне… На следующий день я пошёл к преподавателю вокала и начал петь профессионально, и каждый раз, когда я пою арию Далилы, я исполняю её в честь Каллас». From the Soho News, circa 1979

## Творческое кредо
Клаус Номи специально подчёркивал своё сходство с куклой или марионеткой. Чтобы усилить иномирность своего образа, он накладывал толстый слой актёрского грима: его абсолютно белое лицо контрастировало с тёмными губами и бровями. Созданная им артистическая маска являлась прямой отсылкой к восточной культуре, в частности к японскому театру Кабуки. Костюм, напротив, был сделан в сугубо европейском футуристическом стиле, восходящем к кубистическому театру 1920-х годов. Однако привычный для начала XX века наряд был значительно трансформирован и подан в гротескном ключе. Все детали костюма были непропорционально большого размера и скорее напоминали одежду, нежели выполняли её назначение. Например, вместо пиджака Клаус Номи использовал огромный чёрный треугольник с непомерно широкими плечами, а плоский галстук-бабочка подчёркивал жёсткость его образа. Клаус Номи не был первым, кто экспериментировал с образом певца «не от мира сего». До него подобные перевоплощения являли зрителям британцы Дэвид Боуи и Питер Гэбриэл, а также немецкий музыкальный коллектив Kraftwerk.
В одном из интервью Клаус Номи так сформулировал своё артистическое кредо:
«Я стараюсь выглядеть настолько инопланетно, насколько это вообще возможно. Я хочу этим подчеркнуть одну вещь: я подхожу ко всему как абсолютный аутсайдер. Только так я могу нарушить все правила. Вы же помните, что за мной стоит очень странная история — немецкая классическая опера? Мне помогло то обстоятельство, что поп и рок, о которых принято думать, что у них нет никаких правил, на самом деле столь же консервативны, как и классическая музыка. Поэтому то, что я делаю, вызывает двойной шок. Отличие в том, что панк-аудитория восхищается, когда я её шокирую». dw.de.

## Дискография
| - Klaus Nomi (1981) - Simple Man (1982) - Za Bakdaz (2007) (Издан как «Незаконченная Опера Клауса Номи») - Encore (1983) - The collection (1991) - In Concert (Записано в 1979 — издано в 1986) - «You Don't Own Me» / «Falling in Love Again (Can't Help It)» (1981) - «Nomi Song» / «Cold Song» (1982) - «Lightnin' Strikes» / «Falling in Love Again (Can’t Help It)» (1982) - «Simple Man» / «Death» (1982) - «Ding-Dong! The Witch Is Dead» / «ICUROK» (1982) - «ICUROK» / «Ding-Dong! The Witch Is Dead» (Canadian 12") - «Za Bak Daz» / «Silent Night» (CD single, 1998) - «After the Fall» | - Urgh! A Music War (1982) - Long Island Four (1979) - Mr. Mike's Mondo Video (1979) - The Nomi Song (2004) |

## В медиакультуре
- Клаус появлялся в последней серии второго сезона сериала Братья Вентура вместе с Игги Попом. Они являлись главными подручными Фантома Без Конечностей. Главное оружие Номи — его высокий голос, которым он сам в заключении был убит Соверином, главой Гильдии Злых Намерений.
- В фильме Франсуа Озона «Новая подружка» (2014) сцену любви главных героев сопровождает ария Далилы «Mon coeur s’ouvre à ta voix» («Моё сердце открывается звуками твоего голоса») из оперы Сен-Санса «Самсон и Далила». Одной из самых лучших трактовок этой арии признано исполнение Марии Каллас. Но Озон использует вариант арии, записанный Клаусом Номи в 1981 году. Этот режиссёрский приём работает на раскрытие идеи фильма, главный герой которого — Давид — находится в поисках своей гендерной идентичности и приходит на свидание с любимой в «женском» образе. Экспрессивная манера пения Клауса Номи (мужчины с высоким голосом) придаёт сцене c двумя «женщинами» особый драматизм.
- В 2012 году группа "БАРТО" выпустила сингл, посвященный предсказанному на этот год концу света - "Письмо Клауса Номи".

## Память
Ольга Нойвирт посвятила памяти певца Hommage à Klaus Nomi для контратенора и камерного ансамбля (1998).